# Ricsige de Northúmbria
Ricsige fou un rei de la Northúmbria vikinga, anomenada Jòrvik, que va governar després que Ecgberht I fos deposat pel poble l'any 873.
Com el seu predecessor, sembla que Ricsigue va ser un rei titella, tot i que aspirava a tenir plenes funcions. Segons la Crònica anglosaxona era d'origen anglosaxó i va ser nomenat pels membres del gran exèrcit pagà que va atacar York l'any 866. Mentre ell es quedava controlant el territori conquerit a Northúmbria, Jòrvik, Halfdan Ragnarsson va marxar a ampliar territori cap al sud. Després va col·locar Ecgberht II de Northúmbria a governar les terres de l'antiga Bernícia, entre el riu Tees i el riu Forth. Mentrestant, Halfdan va conquerir l'Ànglia de l'Est i Mèrcia, on s'hi va establir.
Roger de Wendover informa que Ricsige va morir de pena quan, per decisió de Halfdan Ragnarsson va haver de dividir el reialme entre ells dos: Ricsige al nord i Halfsan en els territoris conquerits, que arribaven fins a la ciutat de Londres.